# Bathyarca pectunculoides
Bathyarca pectunculoides ist eine Muschel-Art aus der Familie der Archenmuscheln (Arcidae) in der Ordnung Arcida.

## Merkmale
Das leicht ungleichklappige, mäßig aufgeblähte Gehäuse ist im Umriss gerundet keilförmig. Die linke Klappe ist leicht größer als die rechte Klappe, die in der linken Klappe sitzt. Die Länge der adulten Gehäuse beträgt bis etwa sieben Millimeter. Das Gehäuse ist nur geringfügig länger als hoch (L/H-Index = 1,3), und der hintere Gehäuseteil ist etwas verlängert und deutlich höher als vordere Gehäuseteil. Der kräftige Wirbel sitzt fast mittig in der Gesamtdorsallänge, nur leicht vor der Mittellinie. Der Dorsalrand ist lang und gerade, das Dorsalfeld (von oben betrachtet) ist schmal. Der Hinterrand ist breit gerundet und geht in den weit gerundeten Ventralrand über, bei manchen Exemplaren ist er etwas schräg abgestutzt. Der Vorderrand ist flach gerundet und geht zunächst in den geraden vorderen Ventralrandes über. Hier befindet sich eine Aussparung für den Byssus.
Das duplivinculare Ligament hinter dem Wirbel hat eine Rautenform. Das Schloss ist taxodont, die Schlossplatte ist schwach gebogen. Im vorderen Teil und hinteren Teil sitzen jeweils fünf Zähnchen. Die hinteren Zähnchen sind fast parallel zum Dorsalrand angeordnet, die vorderen Zähnchen stehen schräg zum Dorsalrand. Es sind zwei Schließmuskel vorhanden; der vordere Schließmuskel ist dabei geringfügig kleiner als der hintere Schließmuskel.
Die weißliche Schale ist dünn, durchscheinend aber trotzdem fest. Die Ornamentierung besteht aus randparallelen Anwachsstreifen und feinen und dicht stehenden radialen Rippchen, die etwas stärker ausgebildet sind als die randparallele Ornamentierung. Die Ornamentierung ist auf der kleineren rechten Klappe deutlich stärker entwickelt als auf der größeren linken Klappe. Der innere Gehäuserand der linken Klappe ist schwach gezähnelt bis zu einer nahe dem Rand liegenden randparallelen Grube. Der Rand der rechten Klappe ist glatt. Das hellstrohfarbene Periostracum ist zu dichten und kurzen Härchen zwischen den feinen Rippen ausgezogen. Am Hinterende ist der Mantelrand zu Lappen verlängert, die als einfache Siphonen für einströmendes und ausströmendes Wasser fungieren. Die Kiemen sind vergleichsweise groß, die Mundlappen dagegen klein.

## Geographische Verbreitung, Lebensweise und Lebensraum
Bathyarca pectunculoides kommt im Arktischen Ozean, im Nord- und Südwestatlantik sowie im Mittelmeer vor. Sie lebt dort in 40 bis 3.310 Meter Wassertiefe.
Bathyarca pectunculoides ist ein mit Byssusfäden angehefteter Suspensionsfiltrierer des tieferen Wassers.

## Taxonomie
Das Taxon wurde 1835 von Arcangelo Scacchi als Arca pectunculoides aufgestellt. Der Holotyp ist ein Fossil aus dem Pliozän. Bathyarca pectunculoides (Scacchi, 1835) ist die Typusart der Gattung Bathyarca Kobelt, 1891. Die MolluscaBase zählt folgende Synonyme auf: Arca crenulata Verrill, 1882, Arca koreni Danielssen, 1859, Arca pectunculiformis Locard, 1886, Arca pectunculoides var. major Friele, 1878, Arca pectunculoides var. septentrionalis G.O. Sars, 1878, Arca verrilli Lamy, 1907 und Bathyarca pectunculoides var. pellucida Oliver & Allen, 1980.
Fritz Nordsieck fasste die Art viel weiter auf und schloss Bathyarca orbiculata (Dall, 1886) und Arca raridentata S. Wood, 1848 mit ein.

## Belege

### Online
- Marine Bivalve Shells of the British Isles: Bathyarca pectunculoides (Scacchi, 1835) (Website des National Museum Wales, Department of Natural Sciences, Cardiff)